# Захопи Волл-стріт

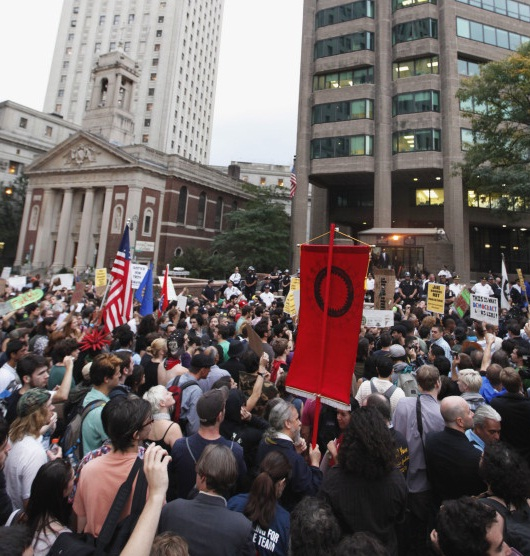
Протести на 14-й день акції Occupy Wall Street 1 жовтня 2011 року

«Захопи Волл-стріт» (англ. Occupy Wall Street) — акція громадянського протесту в Нью-Йорку та інших американських містах, що проходила з 17 вересня 2011 року. Учасники та учасниці акції намагались тривалий час утримувати захоплену вулицю Волл-стріт у фінансовому центрі Нью-Йорка для залучення суспільної уваги до злочинів фінансової еліти та закликали до структурних змін в економіці. Деякі учасники також протестували проти смертної кари Троя Девіса, яка відбулася в штаті Джорджія 21 вересня 2011 року.
Ініціатором заклику до протесту виступила канадська група/журнал Adbusters, яка займається боротьбою із ринком споживання та екологією. Основними проблемами, порушеними учасниками акції Окупай Волл-стріт, були соціальна та економічна нерівність, жадібність, корупція та надмірний вплив корпорацій на уряд - особливо з боку сектору фінансових послуг. Гасло OWS, "Ми - 99%", стосується нерівності доходів та багатства в США. Щоб досягти своїх цілей, протестувальники діяли на основі консенсусних рішень, прийнятих на загальних зборах, які виражались у зверненнях до органів влади. У акції не існує яскраво вираженого лідера. 
Протестувальники були витіснені з парку Зуккотті 15 листопада 2011 р. Потім протестувальники зосередили свою увагу на окупації банків, корпоративних штаб-квартир, засідань правлінь, будинках та кампусах коледжів та університетів.

## Перебіг протесту
28 вересня демонстранти отримали підтримку декількох великих профспілок, включаючи Союз транспортних працівників, який налічує близько 40 000 членів. 30 вересня учасники руху пройшли маршем біля штаб-квартири нью-йоркської поліції. Близько 1000 осіб несли транспаранти з критикою дій правоохоронних органів. Акція протесту відбулася після того, як під час однієї з демонстрацій поліцейські бризнули сльозоточивим газом у чотирьох жінок. Відеоролик з інцидентом швидко розійшовся в Інтернеті, і багато учасників акції пообіцяли «стояти до кінця». Очікується, що демонстранти будуть залишатися в наметовому містечку в Зукотті-парку всю зиму. 1 жовтня поліція заарештувала більше 700 демонстрантів, учасників руху, які загатили проїжджу частину в спробі перетнути Бруклінський міст.
Крім Нью-Йорка, демонстрації протесту проходять і в інших містах США. Як стверджують організатори, вони підтримують зв'язки та координують свої акції з однодумцями у великих містах країни і за кордоном — в Іспанії, Канаді, Ізраїлі, Португалії, Греції, Австралії, Великій Британії та інших країнах.
До 15 жовтня 2011 року до акції протесту підключився майже весь світ, антикорпоративні виступи проходили в 951 місті в 82 країнах (за даними організаторів акції, скоординованої через соціальні мережі).

### Акції річниць протесту
17 вересня 2012 року протестувальники повернулися в парк Зукотті, щоб відзначити річницю початку захоплення. Організатори заявили, що вони сподіваються, що відновлення уваги, пов'язане з подіями першої річниці, може допомогти омолодити рух. Протестувальники заблокували доступ до Нью-Йоркської фондовій біржі, а також іншим перехресті в цьому районі. Порушеннями правил парку Зукотті, призвело до того, що поліція оточила групи протестуючих, деяких з них було заарештовано за блокування руху пішоходів. По всьому місту було заарештовано 185 осіб.
17 вересня 2013 року до принаймні 100 учасників «Захопи Уолл-стріт» збираються в парку Зукотті, щоб відзначити другу річницю їх початку. 17 вересня 2014 року в ознаменування третьої річниці початку руху «Захопи Уолл-стріт» близько п'ятдесяти колишніх учасників руху зібралися в парку Зукотті для лекцій і виступів.

## Occupy media
Активісти Окупай Волл-стріт поширювали свої новини про рух за допомогою різних засобів масової інформації, включаючи соціальні медіа, друковані журнали, газети, фільми, радіо та прямий ефір. Як і більша частина Occupy, багатьма з цих альтернативних медіа-проектів керували колективно.
Серія "Окуповані медіа-памфлети", опублікована Zuccotti Park Press, була співзасновником Open Magazine Pamphlet Series та Adelante Alliance. Опубліковану серію з 5 міні-книг відомих науковців та активістів, які пропонують свої перспективи та бачення руху "Окупуй". Окупація, перша книга з серії Ноама Чомскі була випущена 1 травня 2012 рок:
Chomsky, Noam (2012). Occupy: Роздуми про класову війну, повстання та солідарність. Серія окупованих медіа-памфлетів. Zuccotti Park Press. ISBN 978-1884519017.
Sitrin, Marina; Azzellini, Dario (2012). Окупаційна мова: таємне побачення з історією та сучасністю. Zuccotti Park Press. ISBN 978-1884519093.
Abu-Jamal, Mumia; Walker, Alice (2012). Повідомлення Руху. Zuccotti Park Press. ISBN 978-1884519079.
Leonard, Stuart (2012). Взяття Бруклінського мосту. Zuccotti Park Press. ISBN 978-1884519055.
Gottesdiener, Laura (2013). Виключена мрія: Чорна Америка та боротьба за місце, щоб подзвонити додому. Zuccotti Park Press. ISBN 978-1884519215.